# 間宮成吉

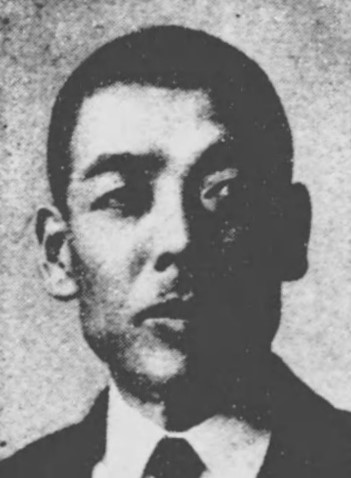
間宮成吉

間宮 成吉（まみや せいきち、1898年（明治31年）2月1日 - 1981年（昭和56年）6月16日）は、日本の農業経営者、政治家。衆議院議員、岐阜県加茂郡田原村長。旧姓・日比野。

## 経歴
岐阜県加茂郡古井村（現美濃加茂市）で、日比野重一の二男として生まれ、8歳で間宮直四郎の養子となる。岐阜県立農林学校を経て、1920年、上田蚕糸専門学校を卒業。
卒業後横浜に出て矢野上甲商会に勤務。二年後、一年志願兵として名古屋野砲兵第3連隊に入隊し、1924年7月、砲兵少尉に任官して退役。その後、名古屋の帝国生繭乾燥器製作所に勤務した。
1926年に帰郷し田原村信用組合専務理事に就任。1932年、田原村助役に転じた。1934年1月、田原村長に就任。その他、岐阜県会議員、同参事会員、全国組合製糸組合評議員、岐阜県繭価協定委員、同農地委員、岐阜県信用購買組合連合会理事、組合製糸長良社専務理事、大政翼賛会岐阜県支部庶務部長、岐阜県翼賛壮年団副団長などを務めた。
1942年4月、第21回衆議院議員総選挙で翼賛政治体制協議会の推薦を受け岐阜県第三区から出馬して当選。翼賛政治会政調大東亜、農林兼務委員を務めた。臨時召集を受け1943年12月22日に議員を退職し、中国大陸に出征した。
終戦後、1945年12月18日の衆議院解散までに帰還できなかったため、議員に復職できなかった。その後、推薦議員のため公職追放となった（1951年解除）。

## 親族
- 妻 間宮かなへ（養父三女）[3]
- 兄 日比野民平（衆議院議員）[4]